# Creu de Llavallol
La Creu de Llavallol és una creu de terme situada en la serra de Collserola, a l'antic camí de Santa Creu d'Olorda, al límit dels municipis de Sant Just Desvern (Baix Llobregat) i Barcelona (Barcelonès), a tocar de la carretera BV-1468 entre Molins de Rei i Vallvidrera, a prop de Can Llevallol. Forma part de l'Inventari del Patrimoni Arquitectònic de Catalunya.

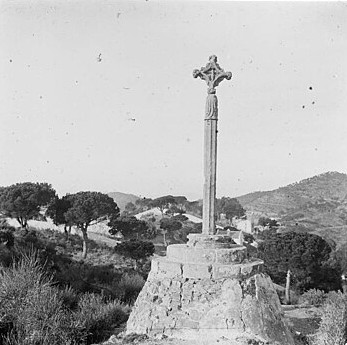
La creu el 1915

## Història
Antiga creu de terme enderrocada el 1936, durant la Guerra Civil espanyola, i feta reconstruir per la propietària de Can Llevallol, Joana Bosch, el 1956. Es conserven alguns fragments a l'església de Santa Maria de Vallvidrera.

## Descripció
Era una creu gòtica molt decorada i de gran valor artístic, de la que es conserva del conjunt original només una part: el sòcol esglaonat. La resta es deu a una reconstrucció posterior a la guerra civil, moment en què fou enderrocada. El sòcol està realitzat per dos graons de blocs de pedra que configuren una planta octogonal. El tercer graó, sensiblement de diàmetre més reduït que la resta, presenta la planta circular i una secció motllurada que podria recordar elements del segle xvii o XVIII (però només és una hipòtesi). La columna és vuitavada, de superfície llisa, coronada per una motllura a manera de magolla. Aquesta motllura presenta una forma que recorda a la d'una campana estilitzada i mostra la superfície decorada amb relleus configurats per motllures gallonades. La creu recorda antics models romànics en constar d'un volum romboidal, inscrit en un quadrat imaginari, de perfil retallat configurant ones convexes. Els extrems en creu queden ressaltats per boles de pedra. El pla de la creu mostra, en relleu, una creu patent de braços equidistants.